# Okulistyka

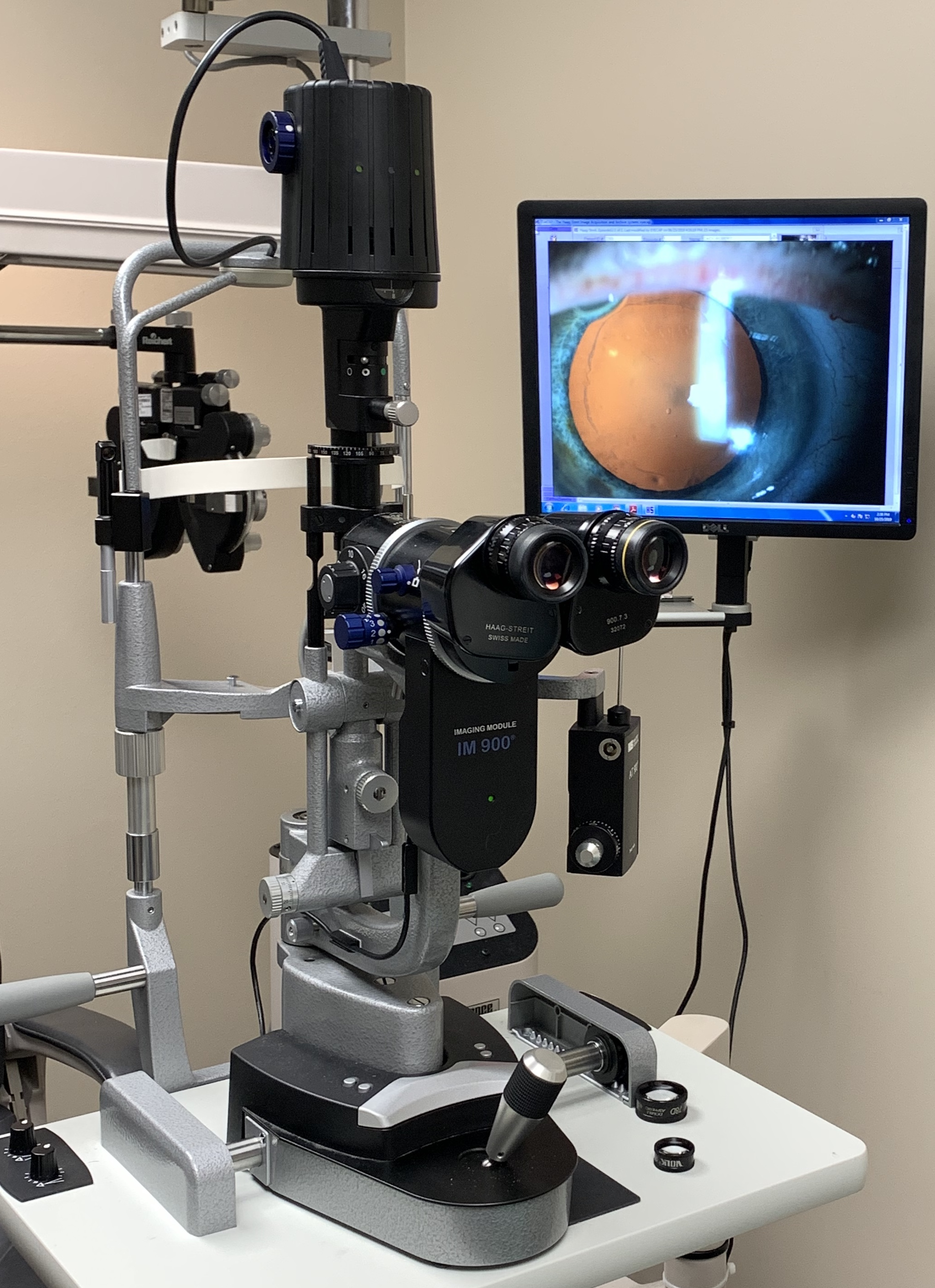
Lampa szczelinowa używana w połączeniu z mikroskopem dwuokularowym pozwala na badanie oka za pomocą wiązki (lub „szczeliny”) światła, której wysokość i szerokość można regulować. Wiązka światła skierowana pod kątem uwydatnia anatomiczne struktury oka, a mikroskop pozwala uzyskać powiększenie (10–25 razy) nie osiągalne przez większość urządzeń ręcznych. Obraz wyświetlany na monitorze przedstawia obwodowe złuszczanie (rozwarstwienie) przedniej torebki soczewki u osoby o niebieskich oczach.

Okulistyka (łac. oculus – oko), oftalmologia (gr. ophthalmos – oko) – dziedzina medycyny zajmująca się diagnostyką, leczeniem i profilaktyką chorób oczu. W Polsce konsultantem krajowym okulistyki od 1 czerwca 2017 jest prof. dr hab. n. med. Marek Rękas.

## Historia
Według historyków indyjskich pierwsze operacje okulistyczne wykonywano już 4,5 tys. lat p.n.e. Jest to teza sporna, z uwagi na brak źródeł. Pierwszą pisemną wzmiankę o operacji okulistycznej zawiera Kodeks Hammurabiego (spisany ok. 1772 p.n.e.), w którym paragraf 215 opisuje operację usunięcia ropnia worka łzowego.
Pionierem operacji na oku w medycynie współczesnej był XVI-wieczny Niemiec Georg Bartisch (1536–1606), który w 1583 roku usunął gałkę pacjentowi z powodu raka. W 1709 roku Michel Brisseau odkrył, że przyczyną zaćmy jest zmętnienie soczewki w oku. Pierwsze szpitale okulistyczne powstawały kolejno w Wiedniu (1786), Londynie (1804, Moorfields Eye Hospital) i Petersburgu (1806).
Pierwszy polski ośrodek okulistyki (Instytut Oftalmiczny) założył w 1823 roku Wiktor Feliks Szokalski, uznawany za ojca polskiej okulistyki.